# 岩崎幸治郎

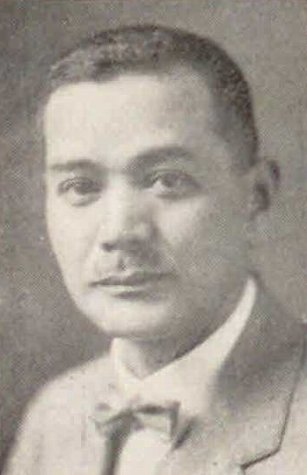
岩崎幸治郎

岩崎 幸治郎（いわさき こうじろう、1874年（明治7年）4月6日 - 1946年（昭和21年）1月9日）は、日本の衆議院議員（立憲政友会）、弁護士。

## 経歴
大阪府中河内郡英田村（現在の東大阪市）に岩崎九郎平の四男として生まれる。1898年（明治31年）、弁護士試験に合格。1900年（明治33年）よりドイツに留学して、1904年（明治37年）にライプツィヒ大学を卒業し、法学博士の称号を得た。帰国後、弁護士のほか、関西大学講師も務めた。1908年（明治41年）に横浜地方裁判所判事に任命され、東京控訴院判事を経て、1911年（明治44年）には元田肇拓殖局総裁の秘書官に就任したが、翌年に官を辞した。
1915年（大正4年）、第12回衆議院議員総選挙に出馬し、当選。以後、当選回数は6回を重ねた。その間、加藤高明内閣で司法参与官を務めた。